# Ивичеста гърмяща змия
Ивичеста гърмяща змия (Crotalus horridus) е вид змия от семейство Отровници (Viperidae).

## Разпространение
Видът е разпространен в САЩ.
Регионално е изчезнал в Канада.